# Placa india de Ai Janum
La placa india de Ai Janum es un producto artesanal de lujo procedente de la India descubierto en el yacimiento arqueológico helenístico de Ai Janum en Afganistán. Es uno de los ejemplos más antiguos del arte figurativo indio, ya que fue realizado antes del 145 a. C., fecha de la destrucción de la ciudad-fortaleza de Ai Janum. Esta obra figurativa precede, pues, a los bajorrelieves de Bharhut y a la mayoría de los bajorrelieves de Sanchi en casi un siglo, por lo que atestigua la riqueza del arte figurativo indio en una fecha antigua.Rapin, 1992, p. 230 También evidencia los intercambios entre la India y el reino grecobactriano en el siglo II a. C.

## Características

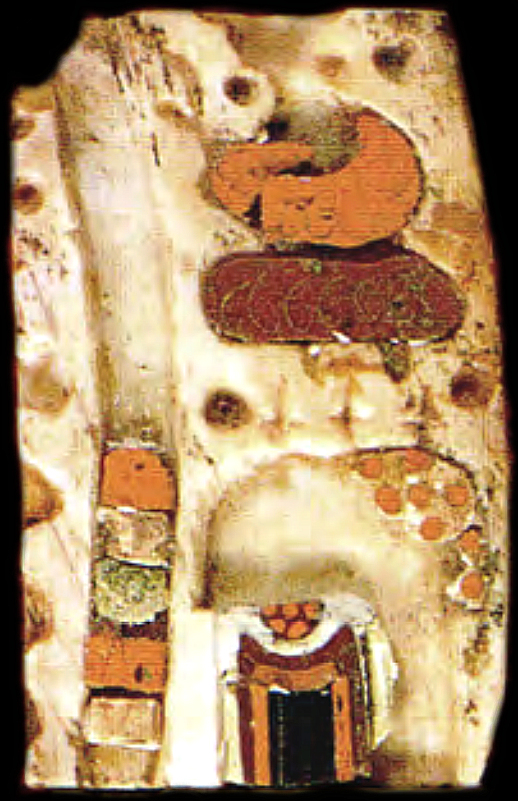
Detalle de uno de los segmentos de concha incrustada (es la cabaña del extremo derecho de la placa)

### Materiales y fabricación
Es un plato decorado con conchas (segmentos rectangulares y casi planos de concha shankha) —nombre científico Turbinella pyrum anteriormente Xancus pyrum—, un gran marisco de las costas occidentales y orientales de la India), de incrustaciones de oro y cristal y que posiblemente representa el mito de la Sakuntala. Los segmentos de concha fueron finamente ahondados por el artesano y las celdas resultantes se rellenaron con vidrio coloreado y se bordearon con escamas de oro (técnica de incrustación champlevé).
Originalmente, se incrustaron 65 placas finas, de las cuales se encontraron 33 y 4 se han perdido desde entonces. El objeto pudo ser el adorno del reverso de un espejo. La decoración fue restaurada por el arqueólogo francés Claude Rapin. La placa tiene 20,5 cm de diámetro y es anterior al 145 a. C., fecha de la destrucción de Ai Janum, probablemente entre el  y el siglo I a. C.

### Origen
Los restos de esta placa se encontraron en la sala del tesoro de Ai Khanoum junto con muchos otros objetos de origen indio, como 
piezas con multipunzón, un trono adornado con piedras preciosas y otros objetos artesanales.
Estos objetos fueron probablemente traídos a Ai Khanoum por Eucratides I tras sus campañas en la India contra su rival Menandro I, y son trofeos de guerra o regalos.

## Interpretación: el mito de Shakuntalá

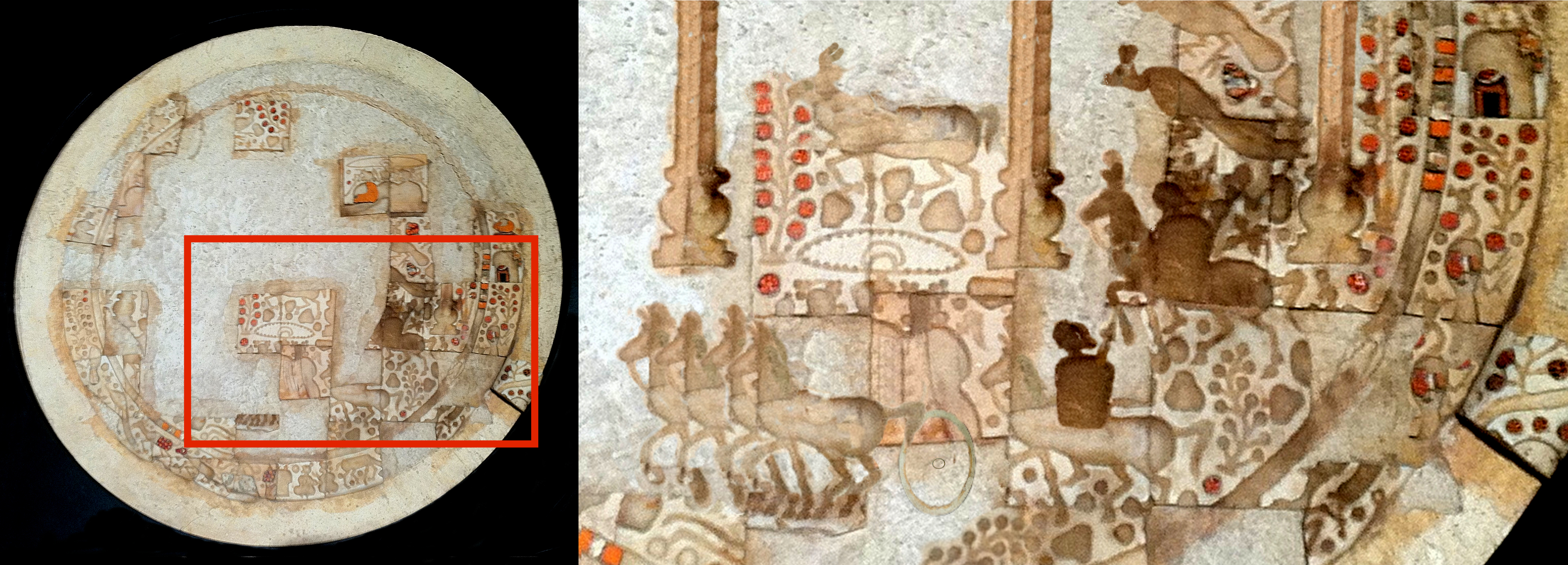
Reconstrucción de la parte inferior derecha de la placa india de Ai Khanoum..

Claude Rapin ha analizado los restos de la placa para intentar una reconstrucción7. Según él, las piezas existentes corresponden a soldados a caballo armados con lanzas, una cuadriga con tres pasajeros coronada por una sombrilla, evidentemente una procesión real, columnas aparentemente independientes que parecen delimitar un espacio, un edificio con techo con pináculos, animales como cérvidos y pavos reales, y plantas.
Según Claude Rapin, se trata de una representación del mito de Shakuntalá (“protegida de los pájaros” en sánscrito), Shakuntalá encuentra al rey Dushianta enamorado en un bosque. Ambos se unieron y tuvieron como hijo a Bharata, el antepasado homónimo y primer emperador de la nación india.
Esta compleja escena no muestra ningún rastro de influencia iraní o helenística, aparte del diseño muy clásico de los caballos, y la técnica de ejecución que se asemeja a la glíptica aqueménida. También las columnas, con bases de jarrón de loto sobre un pedestal de dos escalones, se dice que son de tipo indo-persa.

## Paralelismo
El mito de Shakuntalá se representa con bastante frecuencia en el arte indio antiguo. Los motivos del plato indio de Ai Khanoum recuerdan a los de otros objetos arqueológicos con motivos similares, como el vaso de Kulu (también conocido como «jarrón de Gundla») y la 
placa Shakuntala de Bhita,
 ambos fechados generalmente en el periodo del Imperio Śuṅga, en el siglo  o siglo I a. C.
| Objetos comparables (siglo II a. C.)                          |
| - Placa de Bhita. - Vaso de Kulu. - Motivos del vaso de Kulu. |